# Llista d'asteroides/165401-165500
| Nom      | Designació provisional | Data de descobriment   | Lloc de descobriment | Descobridor/s         |
| -------- | ---------------------- | ---------------------- | -------------------- | --------------------- |
| 165401 - | 2000 XA33              | 4 de desembre de 2000  | Socorro              | LINEAR                |
| 165402 - | 2000 XX34              | 4 de desembre de 2000  | Socorro              | LINEAR                |
| 165403 - | 2000 XM43              | 5 de desembre de 2000  | Socorro              | LINEAR                |
| 165404 - | 2000 XU44              | 8 de desembre de 2000  | Socorro              | LINEAR                |
| 165405 - | 2000 XB48              | 4 de desembre de 2000  | Socorro              | LINEAR                |
| 165406 - | 2000 XT53              | 14 de desembre de 2000 | Bohyunsan            | Y.-B. Jeon, B.-C. Lee |
| 165407 - | 2000 YA10              | 20 de desembre de 2000 | Socorro              | LINEAR                |
| 165408 - | 2000 YV10              | 22 de desembre de 2000 | Socorro              | LINEAR                |
| 165409 - | 2000 YP15              | 26 de desembre de 2000 | Kitt Peak            | Spacewatch            |
| 165410 - | 2000 YN19              | 26 de desembre de 2000 | Kitt Peak            | Spacewatch            |
| 165411 - | 2000 YJ22              | 27 de desembre de 2000 | Kitt Peak            | Spacewatch            |
| 165412 - | 2000 YK24              | 28 de desembre de 2000 | Kitt Peak            | Spacewatch            |
| 165413 - | 2000 YD30              | 29 de desembre de 2000 | Haleakala            | NEAT                  |
| 165414 - | 2000 YW30              | 26 de desembre de 2000 | Kitt Peak            | Spacewatch            |
| 165415 - | 2000 YK35              | 30 de desembre de 2000 | Socorro              | LINEAR                |
| 165416 - | 2000 YF36              | 30 de desembre de 2000 | Socorro              | LINEAR                |
| 165417 - | 2000 YK36              | 30 de desembre de 2000 | Socorro              | LINEAR                |
| 165418 - | 2000 YH51              | 30 de desembre de 2000 | Socorro              | LINEAR                |
| 165419 - | 2000 YY52              | 30 de desembre de 2000 | Socorro              | LINEAR                |
| 165420 - | 2000 YH53              | 30 de desembre de 2000 | Socorro              | LINEAR                |
| 165421 - | 2000 YL53              | 30 de desembre de 2000 | Socorro              | LINEAR                |
| 165422 - | 2000 YQ53              | 30 de desembre de 2000 | Socorro              | LINEAR                |
| 165423 - | 2000 YB54              | 30 de desembre de 2000 | Socorro              | LINEAR                |
| 165424 - | 2000 YF59              | 30 de desembre de 2000 | Socorro              | LINEAR                |
| 165425 - | 2000 YK60              | 30 de desembre de 2000 | Socorro              | LINEAR                |
| 165426 - | 2000 YO60              | 30 de desembre de 2000 | Socorro              | LINEAR                |
| 165427 - | 2000 YF62              | 30 de desembre de 2000 | Socorro              | LINEAR                |
| 165428 - | 2000 YR62              | 30 de desembre de 2000 | Socorro              | LINEAR                |
| 165429 - | 2000 YW66              | 30 de desembre de 2000 | Kitt Peak            | Spacewatch            |
| 165430 - | 2000 YV69              | 30 de desembre de 2000 | Socorro              | LINEAR                |
| 165431 - | 2000 YQ71              | 30 de desembre de 2000 | Socorro              | LINEAR                |
| 165432 - | 2000 YA72              | 30 de desembre de 2000 | Socorro              | LINEAR                |
| 165433 - | 2000 YD72              | 30 de desembre de 2000 | Socorro              | LINEAR                |
| 165434 - | 2000 YC75              | 30 de desembre de 2000 | Socorro              | LINEAR                |
| 165435 - | 2000 YO77              | 30 de desembre de 2000 | Socorro              | LINEAR                |
| 165436 - | 2000 YD79              | 30 de desembre de 2000 | Socorro              | LINEAR                |
| 165437 - | 2000 YM86              | 30 de desembre de 2000 | Socorro              | LINEAR                |
| 165438 - | 2000 YG87              | 30 de desembre de 2000 | Socorro              | LINEAR                |
| 165439 - | 2000 YK87              | 30 de desembre de 2000 | Socorro              | LINEAR                |
| 165440 - | 2000 YD92              | 30 de desembre de 2000 | Socorro              | LINEAR                |
| 165441 - | 2000 YY95              | 30 de desembre de 2000 | Socorro              | LINEAR                |
| 165442 - | 2000 YA99              | 30 de desembre de 2000 | Socorro              | LINEAR                |
| 165443 - | 2000 YA102             | 28 de desembre de 2000 | Socorro              | LINEAR                |
| 165444 - | 2000 YK104             | 28 de desembre de 2000 | Socorro              | LINEAR                |
| 165445 - | 2000 YM106             | 30 de desembre de 2000 | Socorro              | LINEAR                |
| 165446 - | 2000 YG108             | 30 de desembre de 2000 | Socorro              | LINEAR                |
| 165447 - | 2000 YV108             | 30 de desembre de 2000 | Socorro              | LINEAR                |
| 165448 - | 2000 YN111             | 30 de desembre de 2000 | Socorro              | LINEAR                |
| 165449 - | 2000 YR111             | 30 de desembre de 2000 | Socorro              | LINEAR                |
| 165450 - | 2000 YB114             | 30 de desembre de 2000 | Socorro              | LINEAR                |
| 165451 - | 2000 YN115             | 30 de desembre de 2000 | Socorro              | LINEAR                |
| 165452 - | 2000 YA116             | 30 de desembre de 2000 | Socorro              | LINEAR                |
| 165453 - | 2000 YC118             | 30 de desembre de 2000 | Socorro              | LINEAR                |
| 165454 - | 2000 YT119             | 17 de desembre de 2000 | Kitt Peak            | Spacewatch            |
| 165455 - | 2000 YU119             | 17 de desembre de 2000 | Kitt Peak            | Spacewatch            |
| 165456 - | 2000 YL125             | 29 de desembre de 2000 | Anderson Mesa        | LONEOS                |
| 165457 - | 2000 YE127             | 29 de desembre de 2000 | Kitt Peak            | Spacewatch            |
| 165458 - | 2000 YV129             | 30 de desembre de 2000 | Socorro              | LINEAR                |
| 165459 - | 2000 YC131             | 30 de desembre de 2000 | Socorro              | LINEAR                |
| 165460 - | 2000 YE134             | 31 de desembre de 2000 | Kitt Peak            | Spacewatch            |
| 165461 - | 2000 YD137             | 23 de desembre de 2000 | Socorro              | LINEAR                |
| 165462 - | 2001 AY2               | 2 de gener de 2001     | Kitt Peak            | Spacewatch            |
| 165463 - | 2001 AK11              | 2 de gener de 2001     | Socorro              | LINEAR                |
| 165464 - | 2001 AY19              | 4 de gener de 2001     | Socorro              | LINEAR                |
| 165465 - | 2001 AS20              | 3 de gener de 2001     | Socorro              | LINEAR                |
| 165466 - | 2001 AF28              | 5 de gener de 2001     | Socorro              | LINEAR                |
| 165467 - | 2001 AA29              | 4 de gener de 2001     | Socorro              | LINEAR                |
| 165468 - | 2001 AC29              | 4 de gener de 2001     | Socorro              | LINEAR                |
| 165469 - | 2001 AL32              | 4 de gener de 2001     | Socorro              | LINEAR                |
| 165470 - | 2001 AC35              | 5 de gener de 2001     | Socorro              | LINEAR                |
| 165471 - | 2001 AP35              | 5 de gener de 2001     | Socorro              | LINEAR                |
| 165472 - | 2001 AC36              | 5 de gener de 2001     | Socorro              | LINEAR                |
| 165473 - | 2001 AX37              | 5 de gener de 2001     | Socorro              | LINEAR                |
| 165474 - | 2001 AR39              | 3 de gener de 2001     | Socorro              | LINEAR                |
| 165475 - | 2001 AZ39              | 3 de gener de 2001     | Anderson Mesa        | LONEOS                |
| 165476 - | 2001 AQ40              | 3 de gener de 2001     | Anderson Mesa        | LONEOS                |
| 165477 - | 2001 AP44              | 15 de gener de 2001    | Oizumi               | T. Kobayashi          |
| 165478 - | 2001 AQ46              | 15 de gener de 2001    | Socorro              | LINEAR                |
| 165479 - | 2001 AK49              | 15 de gener de 2001    | Socorro              | LINEAR                |
| 165480 - | 2001 AJ50              | 14 de gener de 2001    | Kitt Peak            | Spacewatch            |
| 165481 - | 2001 AX50              | 15 de gener de 2001    | Kitt Peak            | Spacewatch            |
| 165482 - | 2001 BC                | 17 de gener de 2001    | Oizumi               | T. Kobayashi          |
| 165483 - | 2001 BZ12              | 19 de gener de 2001    | Socorro              | LINEAR                |
| 165484 - | 2001 BO19              | 19 de gener de 2001    | Socorro              | LINEAR                |
| 165485 - | 2001 BU19              | 19 de gener de 2001    | Socorro              | LINEAR                |
| 165486 - | 2001 BR20              | 19 de gener de 2001    | Socorro              | LINEAR                |
| 165487 - | 2001 BS20              | 19 de gener de 2001    | Socorro              | LINEAR                |
| 165488 - | 2001 BK22              | 20 de gener de 2001    | Socorro              | LINEAR                |
| 165489 - | 2001 BQ23              | 20 de gener de 2001    | Socorro              | LINEAR                |
| 165490 - | 2001 BQ28              | 20 de gener de 2001    | Socorro              | LINEAR                |
| 165491 - | 2001 BA31              | 20 de gener de 2001    | Socorro              | LINEAR                |
| 165492 - | 2001 BL31              | 20 de gener de 2001    | Socorro              | LINEAR                |
| 165493 - | 2001 BP32              | 20 de gener de 2001    | Socorro              | LINEAR                |
| 165494 - | 2001 BD42              | 25 de gener de 2001    | Socorro              | LINEAR                |
| 165495 - | 2001 BY47              | 21 de gener de 2001    | Socorro              | LINEAR                |
| 165496 - | 2001 BH49              | 21 de gener de 2001    | Socorro              | LINEAR                |
| 165497 - | 2001 BC53              | 17 de gener de 2001    | Haleakala            | NEAT                  |
| 165498 - | 2001 BH53              | 17 de gener de 2001    | Haleakala            | NEAT                  |
| 165499 - | 2001 BN53              | 17 de gener de 2001    | Haleakala            | NEAT                  |
| 165500 - | 2001 BC57              | 19 de gener de 2001    | Haleakala            | NEAT                  |